# Novak Novak
Novak Novak(ović), srbski pisatelj, humorist, novinar in filmski ter TV-scenarist, * 3. februar 1928, Kruševac, Kraljevina Srbov, Hrvatov in Slovencev, † 6. april 1995, Beograd. 
Novak Novaković, bolj znan kot Novak Novak je bil eden najpopularnejših in najplodovitejših televizijskih scenaristov v bivši Socialistični federativni republiki Jugoslaviji.